# Banmankhi
Banmankhi es una subdivisión rural (block) situada en el distrito de Purnia, en el estado de Bihar, en la India. Según el censo de 2011, tiene una población de 321 779 habitantes.
En la India un community development block (CD block o simplemente block) es una subdivisión asignada administrativamente para la planificación y el desarrollo rural.
Tiene una superficie total de 343.26 km².